# Résultats détaillés des championnats d'Europe d'athlétisme 2014
Résultats détaillés des Championnats d'Europe d'athlétisme 2014 de Zurich.
| Courses : 100 m - 200 m - 400 m - 800 m - 1 500 m - 5 000 m - 10 000 m - Marathon Obstacles : 100 m haies - 110 m haies - 400 m haies - 3 000 m steeple Marche : 20 km - 50 km Sauts : Hauteur - Longueur - Triple saut - Perche Lancers : Javelot - Disque - Poids - Marteau Relais : 4 × 100 m - 4 × 400 m Épreuves combinées : Décathlon - Heptathlon Légende - Liens externes |

## 100 m
| Rang | Pays        | Athlète                | Temps   |
| ---- | ----------- | ---------------------- | ------- |
| 1    | Royaume-Uni | James Dasaolu          | 10 s 06 |
| 2    | France      | Christophe Lemaitre    | 10 s 13 |
| 3    | Royaume-Uni | Harry Aikines-Aryeetey | 10 s 22 |
| 4    | Royaume-Uni | Dwain Chambers         | 10 s 24 |
| 5    | Allemagne   | Lucas Jakubczyk        | 10 s 25 |
| 6    | Norvège     | Jaysuma Saidy Ndure    | 10 s 35 |
| 7    | Roumanie    | Cătălin Cîmpeanu       | 10 s 44 |
| 8    | Portugal    | Yazaldes Nascimento    | 10 s 46 |

| Rang | Pays        | Athlète              | Temps   |
| ---- | ----------- | -------------------- | ------- |
| 1    | Pays-Bas    | Dafne Schippers      | 11 s 12 |
| 2    | France      | Myriam Soumaré       | 11 s 16 |
| 3    | Royaume-Uni | Ashleigh Nelson      | 11 s 22 |
| 4    | Suisse      | Mujinga Kambundji    | 11 s 30 |
| 5    | Bulgarie    | Ivet Lalova          | 11 s 33 |
| 6    | France      | Céline Distel-Bonnet | 11 s 38 |
| 7    | Royaume-Uni | Desiree Henry        | 11 s 43 |
| 8    | France      | Ayodelé Ikuesan      | 11 s 54 |

## 200 m
| Rang | Pays        | Athlète                     | Temps        |
| ---- | ----------- | --------------------------- | ------------ |
| 1    | Royaume-Uni | Adam Gemili                 | 19 s 98      |
| 2    | France      | Christophe Lemaitre         | 20 s 15      |
| 3    | Ukraine     | Serhiy Smelyk               | 20 s 30 (PB) |
| 4    | Pays-Bas    | Churandy Martina            | 20 s 37 (SB) |
| 5    | Italie      | Diego Marani                | 20 s 43      |
| 6    | Turquie     | Ramil Guliyev               | 20 s 48      |
| 7    | Grèce       | Likoúrgos-Stéfanos Tsákonas | 20 s 53      |
| 8    | Pologne     | Karol Zalewski              | 20 s 58      |

| Rang | Pays        | Athlète             | Temps        |
| ---- | ----------- | ------------------- | ------------ |
| 1    | Pays-Bas    | Dafne Schippers     | 22 s 03 (NR) |
| 2    | Royaume-Uni | Jodie Williams      | 22 s 46 (PB) |
| 3    | France      | Myriam Soumaré      | 22 s 58      |
| 4    | Royaume-Uni | Bianca Williams     | 22 s 68      |
| 5    | Suisse      | Mujinga Kambundji   | 22 s 83 (NR) |
| 6    | Pays-Bas    | Jamile Samuel       | 23 s 31      |
| 7    | Finlande    | Hanna-Maari Latvala | 23 s 48      |
| -    | Royaume-Uni | Dina Asher-Smith    | DNF          |

## 400 m
| Rang | Pays        | Athlète              | Temps        |
| ---- | ----------- | -------------------- | ------------ |
| 1    | Royaume-Uni | Martyn Rooney        | 44 s 71 (EL) |
| 2    | Royaume-Uni | Matthew Hudson-Smith | 44 s 75 (PB) |
| 3    | Israël      | Donald Sanford       | 45 s 27 (NR) |
| 4    | Pologne     | Jakub Krzewina       | 45 s 52      |
| 5    | Royaume-Uni | Conrad Williams      | 45 s 53      |
| 6    | Allemagne   | Kamghe Gaba          | 45 s 83      |
| 7    | Espagne     | Samuel García        | 46 s 35      |
| -    | Belgique    | Jonathan Borlée      | DNS          |

| Rang | Pays        | Athlète             | Temps        |
| ---- | ----------- | ------------------- | ------------ |
| 1    | Italie      | Libania Grenot      | 51 s 10      |
| 2    | Ukraine     | Olha Zemlyak        | 51 s 36      |
| 3    | Espagne     | Indira Terrero      | 51 s 38 (SB) |
| 4    | Royaume-Uni | Christine Ohuruogu  | 51 s 38 (SB) |
| 5    | Pologne     | Małgorzata Hołub    | 51 s 84 (PB) |
| 6    | Roumanie    | Bianca Răzor        | 51 s 95      |
| 7    | France      | Marie Gayot         | 52 s 14      |
| 8    | Espagne     | Aauri Lorena Bokesa | 52 s 39      |

## 800 m
| Rang | Pays               | Athlète               | Temps               |
| ---- | ------------------ | --------------------- | ------------------- |
| 1    | Pologne            | Adam Kszczot          | 1 min 44 s 15 (SB)  |
| 2    | Pologne            | Artur Kuciapski       | 1 min 44 s 89 (PB)  |
| 3    | Irlande            | Mark English          | 1 min 45 s 03 (=SB) |
| 4    | Danemark           | Andreas Bube          | 1 min 45 s 21 (SB)  |
| 5    | Pologne            | Marcin Lewandowski    | 1 min 45 s 78       |
| 6    | Bosnie-Herzégovine | Amel Tuka             | 1 min 46 s 12 (NR)  |
| 7    | Slovaquie          | Jozef Repčík          | 1 min 46 s 29 (SB)  |
| 8    | France             | Pierre-Ambroise Bosse | 1 min 46 s 55       |

| Rang | Pays        | Athlète               | Temps                   |
| ---- | ----------- | --------------------- | ----------------------- |
| 1    | Biélorussie | Maryna Arzamasava     | 1 min 58 s 15 (EL) (PB) |
| 2    | Royaume-Uni | Lynsey Sharp          | 1 min 58 s 80 (PB)      |
| 3    | Pologne     | Joanna Jóźwik         | 1 min 59 s 63 (PB)      |
| 4    | Russie      | Yekaterina Poistogova | 1 min 59 s 69           |
| 5    | Russie      | Svetlana Rogozina     | 2 min 0 s 76            |
| 6    | Bulgarie    | Vania Stambolova      | 2 min 0 s 91 (PB)       |
| 7    | Royaume-Uni | Jessica Judd          | 2 min 1 s 65            |
| 8    | Roumanie    | Elena Mirela Lavric   | 2 min 9 s 25            |

## 1 500 m
| Rang | Pays        | Athlète                     | Temps         |
| ---- | ----------- | --------------------------- | ------------- |
| 1    | France      | Mahiedine Mekhissi-Benabbad | 3 min 45 s 60 |
| 2    | Norvège     | Henrik Ingebrigtsen         | 3 min 46 s 10 |
| 3    | Royaume-Uni | Chris O'Hare                | 3 min 46 s 18 |
| 4    | Irlande     | Paul Robinson               | 3 min 46 s 35 |
| 5    | Allemagne   | Homiyu Tesfaye              | 3 min 46 s 46 |
| 6    | Espagne     | David Bustos                | 3 min 46 s 92 |
| 7    | Allemagne   | Timo Benitz                 | 3 min 47 s 26 |
| 8    | Belgique    | Tarik Moukrime              | 3 min 47 s 33 |

| Rang | Pays        | Athlète            | Temps             |
| ---- | ----------- | ------------------ | ----------------- |
| 1    | Pays-Bas    | Sifan Hassan       | 4 min 4 s 18      |
| 2    | Suède       | Abeba Aregawi      | 4 min 5 s 08      |
| 3    | Royaume-Uni | Laura Weightman    | 4 min 6 s 32      |
| 4    | Pologne     | Renata Pliś        | 4 min 6 s 65      |
| 5    | Italie      | Federica Del Buono | 4 min 7 s 49 (PB) |
| 6    | Royaume-Uni | Hannah England     | 4 min 7 s 80      |
| 7    | Russie      | Anna Shchagina     | 4 min 8 s 05      |
| 8    | Allemagne   | Diana Sujew        | 4 min 8 s 63      |

## 5 000 m
| Rang | Pays        | Athlète           | Temps          |
| ---- | ----------- | ----------------- | -------------- |
| 1    | Royaume-Uni | Mohammed Farah    | 14 min 5 s 82  |
| 2    | Azerbaïdjan | Hayle İbrahimov   | 14 min 8 s 32  |
| 3    | Royaume-Uni | Andy Vernon       | 14 min 9 s 48  |
| 4    | Allemagne   | Richard Ringer    | 14 min 10 s 92 |
| 5    | Espagne     | Roberto Aláiz     | 14 min 11 s 47 |
| 6    | France      | Bouabdellah Tahri | 14 min 11 s 62 |
| 7    | Allemagne   | Arne Gabius       | 14 min 11 s 84 |
| 8    | Espagne     | Antonio Abadía    | 14 min 11 s 89 |

| Rang | Pays        | Athlète          | Temps               |
| ---- | ----------- | ---------------- | ------------------- |
| 1    | Suède       | Meraf Bahta      | 15 min 31 s 39      |
| 2    | Pays-Bas    | Sifan Hassan     | 15 min 31 s 79      |
| 3    | Pays-Bas    | Susan Kuijken    | 15 min 32 s 82      |
| 4    | Russie      | Yelena Korobkina | 15 min 32 s 89      |
| 5    | Espagne     | Nuria Fernández  | 15 min 35 s 59      |
| 6    | Portugal    | Sara Moreira     | 15 min 38 s 13      |
| 7    | Royaume-Uni | Jo Pavey         | 15 min 38 s 41      |
| 8    | Italie      | Giulia Viola     | 15 min 38 s 76 (PB) |

## 10 000 m
| Rang | Pays        | Athlète             | Temps               |
| ---- | ----------- | ------------------- | ------------------- |
| 1    | Royaume-Uni | Mohamed Farah       | 28 min 8 s 11       |
| 2    | Royaume-Uni | Andy Vernon         | 28 min 8 s 66 (SB)  |
| 3    | Turquie     | Ali Kaya            | 28 min 8 s 72 (PB)  |
| 4    | Turquie     | Polat Kemboi Arıkan | 28 min 11 s 11 (SB) |
| 5    | Belgique    | Bashir Abdi         | 28 min 13 s 61      |
| 6    | Italie      | Daniele Meucci      | 28 min 19 s 79      |
| 7    | France      | Bouabdellah Tahri   | 28 min 25 s 03      |
| 8    | Italie      | Stefano La Rosa     | 28 min 49 s 99      |

| Rang | Pays        | Athlète             | Temps                |
| ---- | ----------- | ------------------- | -------------------- |
| 1    | Royaume-Uni | Jo Pavey            | 32 min 22 s 39       |
| 2    | France      | Clémence Calvin     | 32 min 23 s 58       |
| 3    | France      | Laila Traby         | 32 min 26 s 03 (PB)  |
| 4    | Pays-Bas    | Jip Vastenburg      | 32 min 27 s 37 (NUR) |
| 5    | Portugal    | Sara Moreira        | 32 min 30 s 12       |
| 6    | Allemagne   | Sabrina Mockenhaupt | 32 min 30 s 49       |
| 7    | Biélorussie | Volha Mazuronak     | 32 min 31 s 15 (PB)  |
| 8    | Irlande     | Fionnuala Britton   | 32 min 32 s 45 (SB)  |

## Marathon
| Rang | Pays      | Athlète           | Temps               |
| ---- | --------- | ----------------- | ------------------- |
| 1    | Italie    | Daniele Meucci    | 2 h 11 min 8 s (PB) |
| 2    | Pologne   | Yared Shegumo     | 2 h 12 min 0 s      |
| 3    | Russie    | Aleksey Reunkov   | 2 h 12 min 15 s     |
| 4    | Espagne   | Javier Guerra     | 2 h 12 min 32 s     |
| 5    | Suisse    | Viktor Röthlin    | 2 h 13 min 7 s      |
| 6    | France    | Abdellatif Meftah | 2 h 13 min 16 s     |
| 7    | Italie    | Ruggero Pertile   | 2 h 14 min 18 s     |
| 8    | Allemagne | André Pollmächer  | 2 h 14 min 51 s     |

| Rang | Pays     | Athlète                   | Temps                |
| ---- | -------- | ------------------------- | -------------------- |
| 1    | France   | Christelle Daunay         | 2 h 25 min 14 s (CR) |
| 2    | Italie   | Valeria Straneo           | 2 h 25 min 27 s      |
| 3    | Portugal | Jéssica Augusto           | 2 h 25 min 41 s      |
| 4    | Croatie  | Lisa Nemec                | 2 h 28 min 36 s      |
| 5    | Turquie  | Elvan Abeylegesse         | 2 h 29 min 46 s      |
| 6    | Italie   | Anna Incerti              | 2 h 29 min 58 s      |
| 7    | Lituanie | Rasa Drazdauskaitė        | 2 h 30 min 32 s      |
| 8    | Danemark | Jessica Draskau-Petersson | 2 h 30 min 53 s (PB) |

## 20 km marche
| Rang | Pays      | Athlète            | Temps                |
| ---- | --------- | ------------------ | -------------------- |
| 1    | Espagne   | Miguel Ángel López | 1 h 19 min 44 s      |
| 2    | Russie    | Aleksandr Ivanov   | 1 h 19 min 45 s (PB) |
| 3    | Russie    | Denis Strelkov     | 1 h 19 min 46 s (PB) |
| 4    | Ukraine   | Ruslan Dmytrenko   | 1 h 19 min 46 s      |
| 5    | Allemagne | Christopher Linke  | 1 h 21 min 0 s (SB)  |
| 6    | Espagne   | Álvaro Martín      | 1 h 21 min 41 s      |
| 7    | Ukraine   | Andriy Kovenko     | 1 h 21 min 48 s      |
| 8    | Italie    | Giorgio Rubino     | 1 h 22 min 7 s       |

| Rang | Pays     | Athlète             | Temps               |
| ---- | -------- | ------------------- | ------------------- |
| 1    | Russie   | Elmira Alembekova   | 1 h 27 min 56 s     |
| 2    | Ukraine  | Lyudmyla Olyanovska | 1 h 28 min 7 s      |
| 3    | Tchéquie | Anežka Drahotová    | 1 h 28 min 8 s      |
| 4    | Russie   | Vera Sokolova       | 1 h 28 min 24 s     |
| 5    | Italie   | Eleonora Giorgi     | 1 h 28 min 28 s     |
| 6    | Portugal | Ana Cabecinha       | 1 h 28 min 40 s     |
| 7    | Italie   | Antonella Palmisano | 1 h 28 min 43 s     |
| 8    | Espagne  | Beatriz Pascual     | 1 h 29 min 2 s (SB) |

## 50 km marche
| \| Rang \| Pays \| Athlète \| Temps \| \| ---- \| --------- \| ------------------ \| -------------------- \| \| 1 \| France \| Yohann Diniz \| 3 h 32 min 33 s (WR) \| \| 2 \| Slovaquie \| Matej Tóth \| 3 h 36 min 21 s (NR) \| \| 3 \| Russie \| Ivan Noskov \| 3 h 37 min 41 s (PB) \| \| 4 \| Russie \| Mikhail Ryzhov \| 3 h 39 min 7 s \| \| 5 \| Ukraine \| Ivan Banzeruk \| 3 h 44 min 49 s (PB) \| \| 6 \| Ukraine \| Ihor Hlavan \| 3 h 45 min 8 s \| \| 7 \| Italie \| Marco De Luca \| 3 h 45 min 25 s (PB) \| \| 8 \| Espagne \| Jesús Ángel García \| 3 h 45 min 41 s (SB) \| |           |                    |                      |
| Rang | Pays      | Athlète            | Temps                |
| 1 | France    | Yohann Diniz       | 3 h 32 min 33 s (WR) |
| 2 | Slovaquie | Matej Tóth         | 3 h 36 min 21 s (NR) |
| 3 | Russie    | Ivan Noskov        | 3 h 37 min 41 s (PB) |
| 4 | Russie    | Mikhail Ryzhov     | 3 h 39 min 7 s       |
| 5 | Ukraine   | Ivan Banzeruk      | 3 h 44 min 49 s (PB) |
| 6 | Ukraine   | Ihor Hlavan        | 3 h 45 min 8 s       |
| 7 | Italie    | Marco De Luca      | 3 h 45 min 25 s (PB) |
| 8 | Espagne   | Jesús Ángel García | 3 h 45 min 41 s (SB) |

## 110 m haies/100 m haies
| Rang | Pays        | Athlète                 | Temps        |
| ---- | ----------- | ----------------------- | ------------ |
| 1    | Russie      | Sergueï Choubenkov      | 13 s 19      |
| 2    | Royaume-Uni | William Sharman         | 13 s 27      |
| 3    | France      | Pascal Martinot-Lagarde | 13 s 29      |
| 4    | Hongrie     | Balázs Baji             | 13 s 29 (NR) |
| 5    | Tchéquie    | Petr Svoboda            | 13 s 63      |
| 6    | Pologne     | Artur Noga              | 14 s 25      |
| -    | France      | Dimitri Bascou          | DQ           |
| -    | Royaume-Uni | Lawrence Clarke         | DNS          |

| Rang | Pays        | Athlète           | Temps   |
| ---- | ----------- | ----------------- | ------- |
| 1    | Royaume-Uni | Tiffany Porter    | 12 s 76 |
| 2    | France      | Cindy Billaud     | 12 s 79 |
| 3    | Allemagne   | Cindy Roleder     | 12 s 82 |
| 4    | Belgique    | Anne Zagré        | 12 s 89 |
| 5    | Biélorussie | Alina Talay       | 12 s 97 |
| 6    | Allemagne   | Nadine Hildebrand | 13 s 01 |
| 7    | Pays-Bas    | Rosina Hodde      | 13 s 08 |
| 8    | Belgique    | Eline Berings     | 13 s 24 |

## 400 m haies
| Rang | Pays      | Athlète           | Temps        |
| ---- | --------- | ----------------- | ------------ |
| 1    | Suisse    | Kariem Hussein    | 48 s 96 (PB) |
| 2    | Estonie   | Rasmus Mägi       | 49 s 06      |
| 3    | Russie    | Denis Kudryavtsev | 49 s 16      |
| 4    | Russie    | Timofey Chalyy    | 49 s 56      |
| 5    | Allemagne | Felix Franz       | 49 s 83      |
| 6    | Serbie    | Emir Bekrić       | 49 s 90      |
| 7    | Allemagne | Varg Königsmark   | 49 s 91      |
| 8    | Finlande  | Oskari Mörö       | 50 s 14      |

| Rang | Pays        | Athlète            | Temps        |
| ---- | ----------- | ------------------ | ------------ |
| 1    | Royaume-Uni | Eilidh Child       | 54 s 48      |
| 2    | Ukraine     | Hanna Titimets     | 54 s 56 (PB) |
| 3    | Russie      | Irina Davydova     | 54 s 60 (SB) |
| 4    | Tchéquie    | Denisa Rosolová    | 54 s 70      |
| 5    | Italie      | Yadisleidy Pedroso | 55 s 90      |
| 6    | Russie      | Vera Rudakova      | 56 s 22      |
| 7    | Belgique    | Axelle Dauwens     | 56 s 29      |
| 8    | Pologne     | Joanna Linkiewicz  | 56 s 59      |

## 3 000 steeple
| Rang | Pays      | Athlète            | Temps              |
| ---- | --------- | ------------------ | ------------------ |
| 1    | France    | Yoann Kowal        | 8 min 26 s 66      |
| 2    | Pologne   | Krystian Zalewski  | 8 min 27 s 11      |
| 3    | Espagne   | Ángel Mullera      | 8 min 29 s 16 (SB) |
| 4    | Espagne   | Sebastián Martos   | 8 min 30 s 08      |
| 5    | Russie    | Ion Luchianov      | 8 min 32 s 50      |
| 6    | Finlande  | Jukka Keskisalo    | 8 min 32 s 70      |
| 7    | Allemagne | Steffen Uliczka    | 8 min 32 s 99      |
| 8    | Turquie   | Tarık Langat Akdağ | 8 min 33 s 13      |

| Rang | Pays        | Athlète               | Temps              |
| ---- | ----------- | --------------------- | ------------------ |
| 1    | Allemagne   | Antje Moldner-Schmidt | 9 min 29 s 43 (SB) |
| 2    | Suède       | Charlotta Fougberg    | 9 min 30 s 16      |
| 3    | Espagne     | Diana Martín          | 9 min 30 s 70 (PB) |
| 4    | Biélorussie | Sviatlana Kudzelich   | 9 min 30 s 99 (PB) |
| 5    | Allemagne   | Gesa Felicitas Krause | 9 min 35 s 46 (SB) |
| 6    | Russie      | Natalya Vlasova       | 9 min 36 s 99      |
| 7    | Pologne     | Katarzyna Kowalska    | 9 min 43 s 09      |
| 8    | Bulgarie    | Silvia Danekova       | 9 min 44 s 81      |

## Relais 4 × 100 m
| Rang | Pays        | Athlètes                                                            | Temps        |
| ---- | ----------- | ------------------------------------------------------------------- | ------------ |
| 1    | Royaume-Uni | James Ellington Harry Aikines-Aryeetey Richard Kilty Adam Gemili    | 37 s 93 (EL) |
| 2    | Allemagne   | Julian Reus Sven Knipphals Alexander Kosenkow Lucas Jakubczyk       | 38 s 09 (SB) |
| 3    | France      | Pierre Vincent Christophe Lemaitre Teddy Tinmar Ben Bassaw          | 38 s 47      |
| 4    | Suisse      | Pascal Mancini Reto Schenkel Suganthan Somasundaram Alex Wilson     | 38 s 56      |
| 5    | Pays-Bas    | Giovanni Codrington Churandy Martina Hensley Paulina Wouter Brus    | 38 s 60      |
| 6    | Pologne     | Adam Pawłowski Dariusz Kuć Robert Kubaczyk Karol Zalewski           | 38 s 85      |
| 7    | Italie      | Fabio Cerutti Eseosa Desalu Diego Marani Delmas Obou                | DNF          |
| 8    | Portugal    | Diogo Antunes Francis Obikwelu Arnaldo Abrantes Yazaldes Nascimento | DNF          |

| Rang | Pays        | Athlète                                                                  | Temps        |
| ---- | ----------- | ------------------------------------------------------------------------ | ------------ |
| 1    | Royaume-Uni | Asha Philip Ashleigh Nelson Jodie Williams Desiree Henry                 | 42 s 24 (NR) |
| 2    | France      | Céline Distel-Bonnet Ayodelé Ikuesan Myriam Soumaré Stella Akakpo        | 42 s 45      |
| 3    | Russie      | Marina Panteleyeva Natalya Rusakova Yelizaveta Savlinis Kristina Sivkova | 43 s 22 (SB) |
| 4    | Italie      | Marzia Caravelli Irene Siragusa Martina Amidei Audrey Alloh              | 43 s 26 (SB) |
| 5    | Ukraine     | Kseniya Karandyuk Nataliya Strohova Olesya Povh Nataliya Pohrebnyak      | 43 s 58      |
| 6    | Suède       | Iréne Ekelund Isabelle Eurenius Daniella Busk Pernilla Nilsson           | 44 s 36      |
| 7    | Pays-Bas    | Madiea Ghafoor Dafne Schippers Tessa van Schagen Jamile Samuel           | DNF          |
| 8    | Suisse      | Mujinga Kambundji Marisa Lavanchy Ellen Sprunger Lea Sprunger            | DNF          |

## Relais 4 × 400 m
| Rang | Pays        | Athlètes                                                           | Temps              |
| ---- | ----------- | ------------------------------------------------------------------ | ------------------ |
| 1    | Royaume-Uni | Conrad Williams Matthew Hudson-Smith Michael Bingham Martyn Rooney | 2 min 58 s 79 (EL) |
| 2    | Russie      | Maksim Dyldin Pavel Ivashko Nikita Uglov Vladimir Krasnov          | 2 min 59 s 38 (SB) |
| 3    | Pologne     | Rafał Omelko Kacper Kozłowski Łukasz Krawczuk Jakub Krzewina       | 2 min 59 s 85 (SB) |
| 4    | France      | Mame-Ibra Anne Teddy Venel Mamoudou Hanne Thomas Jordier           | 2 min 59 s 89 (SB) |
| 5    | Irlande     | Brian Gregan Mark English Richard Morrissey Thomas Barr            | 3 min 1 s 67 (NR)  |
| 6    | Allemagne   | Kamghe Gaba Miguel Rigau Jonas Plass Thomas Schneider              | 3 min 1 s 70 (SB)  |
| 7    | Belgique    | Julien Watrin Kévin Borlée Michaël Bultheel Stef Vanhaeren         | 3 min 2 s 60 (SB)  |
| 8    | Tchéquie    | Jan Tesař Daniel Němeček Michal Desenský Patrik Šorm               | 3 min 4 s 56       |

| Rang | Pays        | Athlète                                                                  | Temps              |
| ---- | ----------- | ------------------------------------------------------------------------ | ------------------ |
| 1    | France      | Marie Gayot Muriel Hurtis Agnès Raharolahy Floria Guei                   | 3 min 24 s 27 (EL) |
| 2    | Ukraine     | Nataliya Pyhyda Hrystyna Stuy Hanna Ryzhykova Olha Zemlyak               | 3 min 24 s 32 (SB) |
| 3    | Royaume-Uni | Eilidh Child Kelly Massey Shana Cox Margaret Adeoye                      | 3 min 24 s 34 (SB) |
| 4    | Russie      | Alena Tamkova Tatyana Veshkurova Tatyana Firova Ekaterina Renzhina       | 3 min 25 s 02 (SB) |
| 5    | Pologne     | Małgorzata Hołub Patrycja Wyciszkiewicz Joanna Linkiewicz Justyna Święty | 3 min 25 s 73 (SB) |
| 6    | Allemagne   | Esther Cremer Christiane Klopsch Lena Schmidt Ruth Sophia Spelmeyer      | 3 min 27 s 69 (SB) |
| 7    | Italie      | Chiara Bazzoni Maria Enrica Spacca Elena Bonfanti Libania Grenot         | 3 min 28 s 30      |
| 8    | Belgique    | Laetitia Libert Olivia Borlée Kimberley Efonye Justien Grillet           | 3 min 31 s 82 (SB) |

## Saut en hauteur
| Rang | Pays     | Athlète           | Marque      |
| ---- | -------- | ----------------- | ----------- |
| 1    | Ukraine  | Bohdan Bondarenko | 2,35 m      |
| 2    | Ukraine  | Andriy Protsenko  | 2,33 m      |
| 3    | Russie   | Ivan Ukhov        | DQ          |
| 4    | Tchéquie | Jaroslav Bába     | 2,30 m      |
| 5    | Russie   | Daniil Tsyplakov  | 2,26 m      |
| 6    | Ukraine  | Yuriy Krymarenko  | 2,26 m      |
| 7    | Italie   | Gianmarco Tamberi | 2,26 m (SB) |
| 7    | Italie   | Marco Fassinotti  | 2,26 m      |
| 7    | Bulgarie | Tikhomir Ivanov   | 2,26 m      |

| Rang | Pays      | Athlète                    | Marque       |
| ---- | --------- | -------------------------- | ------------ |
| 1    | Espagne   | Ruth Beitia                | 2,01 m (WL)  |
| 2    | Russie    | Mariya Kuchina             | 1,99 m       |
| 3    | Croatie   | Ana Šimić                  | 1,99 m (PB)  |
| 4    | Pologne   | Justyna Kasprzycka         | 1,99 m (=PB) |
| 5    | Allemagne | Marie-Laurence Jungfleisch | 1,97 m (PB)  |
| 6    | Ukraine   | Oksana Okuneva             | 1,94 m       |
| 7    | Estonie   | Eleriin Haas               | 1,94 m (NUR) |
| 8    | Roumanie  | Daniela Stanciu            | 1,94 m (PB)  |

## Saut en longueur
| Rang | Pays        | Athlète          | Marque      |
| ---- | ----------- | ---------------- | ----------- |
| 1    | Royaume-Uni | Greg Rutherford  | 8,29 m      |
| 2    | Grèce       | Loúis Tsátoumas  | 8,15 m      |
| 3    | France      | Kafétien Gomis   | 8,14 m      |
| 4    | Espagne     | Eusebio Cáceres  | 8,11 m (SB) |
| 5    | Suède       | Michel Tornéus   | 8,09 m (SB) |
| 6    | Pays-Bas    | Ignisious Gaisah | 8,08 m      |
| 7    | Pologne     | Tomasz Jaszczuk  | 8,07 m      |
| 8    | Allemagne   | Christian Reif   | 7,95 m      |

| Rang | Pays      | Athlète          | Marque |
| ---- | --------- | ---------------- | ------ |
| 1    | France    | Éloyse Lesueur   | 6,85 m |
| 2    | Serbie    | Ivana Španović   | 6,81 m |
| 3    | Russie    | Darya Klishina   | 6,65 m |
| 4    | Allemagne | Malaika Mihambo  | 6,65 m |
| 5    | Lettonie  | Aiga Grabuste    | 6,57 m |
| 6    | Allemagne | Melanie Bauschke | 6,55 m |
| 7    | Roumanie  | Alina Rotaru     | 6,55 m |
| 8    | Suède     | Erica Jarder     | 6,39 m |

## Saut à la perche
| Rang | Pays     | Athlète                | Marque      |
| ---- | -------- | ---------------------- | ----------- |
| 1    | France   | Renaud Lavillenie      | 5,90 m      |
| 2    | Pologne  | Paweł Wojciechowski    | 5,70 m      |
| 3    | Tchéquie | Jan Kudlička           | 5,70 m      |
| 3    | France   | Kévin Menaldo          | 5,70 m      |
| 5    | Russie   | Aleksandr Gripich      | 5,65 m      |
| 6    | Pologne  | Piotr Lisek            | 5,65 m      |
| 7    | Grèce    | Konstadínos Filippídis | 5,60 m      |
| 8    | Portugal | Edi Maia               | 5,60 m (SB) |

| Rang | Pays      | Athlète                | Marque |
| ---- | --------- | ---------------------- | ------ |
| 1    | Russie    | Anzhelika Sidorova     | 4,65 m |
| 2    | Grèce     | Ekateríni Stefanídi    | 4,60 m |
| 3    | Russie    | Angelina Zhuk-Krasnova | 4,60 m |
| 4    | Allemagne | Lisa Ryzih             | 4,60 m |
| 5    | Suède     | Angelica Bengtsson     | 4,45 m |
| 6    | Tchéquie  | Jiřina Svobodová       | 4,45 m |
| 7    | Grèce     | Nikoléta Kiriakopoúlou | 4,35 m |
| 7    | Russie    | Alena Lutkovskaya      | 4,35 m |
| 7    | Finlande  | Minna Nikkanen         | 4,35 m |

## Triple saut
| Rang | Pays     | Athlète           | Marque       |
| ---- | -------- | ----------------- | ------------ |
| 1    | France   | Benjamin Compaoré | 17,46 m (EL) |
| 2    | Russie   | Aleksey Fedorov   | 17,04 m      |
| 3    | France   | Yoann Rapinier    | 17,01 m      |
| 4    | Roumanie | Marian Oprea      | 16,94 m (SB) |
| 5    | Portugal | Nelson Évora      | 16,78 m      |
| 6    | Italie   | Fabrizio Donato   | 16,66 m      |
| 7    | Espagne  | Pablo Torrijos    | 16,56 m      |
| 8    |          |                   |              |

| Rang | Pays      | Athlète            | Marque       |
| ---- | --------- | ------------------ | ------------ |
| 1    | Ukraine   | Olha Saladukha     | 14,73 m (SB) |
| 2    | Russie    | Ekaterina Koneva   | 14,69 m      |
| 3    | Russie    | Irina Gumenyuk     | 14,46 m (SB) |
| 4    | Espagne   | Ruth Ndoumbe       | 14,14 m      |
| 5    | Bulgarie  | Gabriela Petrova   | 14,13 m (PB) |
| 6    | Slovaquie | Dana Velďáková     | 13,87 m      |
| 7    | Slovénie  | Snežana Vukmirović | 13,82 m      |
| 8    | Portugal  | Susana Costa       | 13,78 m      |

## Lancer du javelot
| Rang | Pays     | Athlète          | Marque       |
| ---- | -------- | ---------------- | ------------ |
| 1    | Finlande | Antti Ruuskanen  | 88,01 m (EL) |
| 2    | Tchéquie | Vítězslav Veselý | 84,79 m      |
| 3    | Finlande | Tero Pitkämäki   | 84,40 m      |
| 4    | Finlande | Lassi Etelätalo  | 83,16 m      |
| 5    | Russie   | Dmitriy Tarabin  | 81,24 m      |
| 6    | Estonie  | Risto Mätas      | 80,73 m (SB) |
| 7    | Russie   | Valeriy Iordan   | 78,40 m      |
| 8    | Slovénie | Matija Kranjc    | 78,27 m      |

| Rang | Pays        | Athlète              | Marque       |
| ---- | ----------- | -------------------- | ------------ |
| 1    | Tchéquie    | Barbora Špotáková    | 64,41 m      |
| 2    | Serbie      | Tatjana Jelača       | 64,21 m (NR) |
| 3    | Allemagne   | Linda Stahl          | 63,91 m      |
| 4    | Lettonie    | Madara Palameika     | 62,04 m      |
| 5    | Biélorussie | Tatsiana Khaladovich | 61,66 m      |
| 6    | Slovénie    | Martina Ratej        | 61,58 m      |
| 7    | Allemagne   | Christin Hussong     | 59,29 m      |
| 8    | Royaume-Uni | Goldie Sayers        | 58,33 m      |

## Lancer du disque
| Rang | Pays      | Athlète           | Marque  |
| ---- | --------- | ----------------- | ------- |
| 1    | Allemagne | Robert Harting    | 66,07 m |
| 2    | Estonie   | Gerd Kanter       | 64,75 m |
| 3    | Pologne   | Robert Urbanek    | 63,81 m |
| 4    | Pologne   | Piotr Małachowski | 63,54 m |
| 5    | Russie    | Viktor Butenko    | 62,80 m |
| 6    | Espagne   | Mario Pestano     | 62,31 m |
| 7    | Allemagne | Daniel Jasinski   | 62,04 m |
| 8    | Espagne   | Frank Casañas     | 61,47 m |

| Rang | Pays      | Athlète              | Marque       |
| ---- | --------- | -------------------- | ------------ |
| 1    | Croatie   | Sandra Perković      | 71,08 m (NR) |
| 2    | France    | Mélina Robert-Michon | 65,33 m      |
| 3    | Allemagne | Shanice Craft        | 64,33 m      |
| 4    | Allemagne | Anna Rüh             | 62,46 m      |
| 5    | Allemagne | Julia Fischer        | 61,20 m      |
| 6    | Lituanie  | Zinaida Sendriūtė    | 60,65 m      |
| 7    | Finlande  | Sanna Kämäräinen     | 60,52 m (PB) |
| 8    | Russie    | Yuliya Maltseva      | 60,40 m      |

## Lancer du poids
| Rang | Pays      | Athlète         | Marque       |
| ---- | --------- | --------------- | ------------ |
| 1    | Allemagne | David Storl     | 21,41 m      |
| 2    | Espagne   | Borja Vivas     | 20,86 m      |
| 3    | Pologne   | Tomasz Majewski | 20,83 m      |
| 4    | Croatie   | Stipe Žunić     | 20,68 m (PB) |
| 5    | Serbie    | Asmir Kolašinac | 20,55 m      |
| 6    | Tchéquie  | Jan Marcell     | 20,48 m      |
| 7    | Portugal  | Marco Fortes    | 20,35 m      |
| 8    | Russie    | Valeriy Kokoyev | 20,23 m (SB) |

| Rang | Pays        | Athlète             | Marque       |
| ---- | ----------- | ------------------- | ------------ |
| 1    | Allemagne   | Christina Schwanitz | 19,90 m      |
| —    | Russie      | Yevgeniya Kolodko   | DQ           |
| 3    | Hongrie     | Anita Márton        | 19,04 m (NR) |
| 4    | Biélorussie | Yuliya Leantsiuk    | 18,68 m      |
| 5    | Italie      | Chiara Rosa         | 18,10 m      |
| 6    | Russie      | Irina Tarasova      | 18,05 m      |
| 7    | Biélorussie | Aliona Dubitskaya   | 17,95 m      |
| 8    | Allemagne   | Lena Urbaniak       | 17,77 m      |

## Lancer du marteau
| Rang | Pays        | Athlète           | Marque           |
| ---- | ----------- | ----------------- | ---------------- |
| 1    | Hongrie     | Krisztián Pars    | 82,69 m (WL, NR) |
| 2    | Pologne     | Paweł Fajdek      | 82,05 m          |
| 3    | Russie      | Sergey Litvinov   | 79,35 m (SB)     |
| 4    | Biélorussie | Pavel Kryvitski   | 78,50 m          |
| 5    | Pologne     | Szymon Ziółkowski | 78,41 m (SB)     |
| 6    | Slovénie    | Primož Kozmus     | 77,46 m (SB)     |
| 7    | Slovaquie   | Marcel Lomnický   | 76,89 m          |
| 8    | Finlande    | David Söderberg   | 76,55 m          |

| Rang | Pays      | Athlète             | Marque       |
| ---- | --------- | ------------------- | ------------ |
| 1    | Pologne   | Anita Włodarczyk    | 78,76 m (CR) |
| 2    | Slovaquie | Martina Hrašnová    | 74,66 m      |
| 3    | Pologne   | Joanna Fiodorow     | 73,67 m      |
| 4    | Allemagne | Kathrin Klaas       | 72,89 m      |
| 5    | Allemagne | Betty Heidler       | 72,39 m      |
| 6    | France    | Alexandra Tavernier | 70,32 m      |
| 7    | Roumanie  | Bianca Perie        | 69,26 m      |
| 8    | Slovaquie | Nikola Lomnická     | 67,39 m      |

## Décathlon/Heptathlon
| Rang | Pays        | Athlète            | Points      |
| ---- | ----------- | ------------------ | ----------- |
| 1    | Biélorussie | Andrei Krauchanka  | 8 616 (WL)  |
| 2    | France      | Kévin Mayer        | 8 521 (NUR) |
| 3    | Russie      | Ilya Shkurenyov    | 8 498 (PB)  |
| 4    | Pays-Bas    | Eelco Sintnicolaas | 8 478 (SB)  |
| 5    | Allemagne   | Arthur Abele       | 8 477 (PB)  |
| 6    | Allemagne   | Kai Kazmirek       | 8 458       |
| 7    | Allemagne   | Rico Freimuth      | 8 308       |
| 8    | Ukraine     | Oleksiy Kasyanov   | 8 231 (SB)  |

| Rang | Pays      | Athlète                | Points     |
| ---- | --------- | ---------------------- | ---------- |
| 1    | France    | Antoinette Nana Djimou | 6 551 (SB) |
| 2    | Pays-Bas  | Nadine Broersen        | 6 498      |
| 3    | Belgique  | Nafissatou Thiam       | 6 423      |
| 4    | Allemagne | Carolin Schäfer        | 6 395 (PB) |
| 5    | Allemagne | Lilli Schwarzkopf      | 6 332      |
| 6    | Lettonie  | Laura Ikauniece        | 6 310      |
| 7    | Pays-Bas  | Anouk Vetter           | 6 281      |
| 8    | Allemagne | Claudia Rath           | 6 225      |

## Légende
Records et Performances
- AR : Record continental (area record)
- CR : Record des championnats (championship record)
- MR : Record du meeting (meet record)
- NR : Record national (national record)
- OR : Record olympique (olympic record)
- PR : Record paralympique (paralympic record)
- PB : Record personnel (personal best)
- SB : Meilleure performance personnelle de la saison (season's best)
- WL : Meilleure performance mondiale de l'année (world leader)
- WJR : Record du monde junior (world junior record)
- WR : Record du monde (world record)

Circonstances et Conditions
- DNF : N'a pas terminé (did not finish)
- DNS : N'a pas pris le départ (did not start)
- DQ : Disqualification (disqualification)
- NM : Aucun essai valable enregistré (No Mark)
- Q : Qualifié « directement » au prochain tour (ou à la prochaine compétition), lors d'une compétition majeure, grâce au classement ou à la réalisation des minima (automatic qualifier)
- q : Qualifié au prochain tour (ou à la prochaine compétition), lors d'une compétition majeure, grâce au repêchage ou à la réalisation de l'une des meilleures performances parmi celles des « non qualifiés directement » (grâce au meilleur temps ou à la meilleure distance par exemple) (secondary qualifier)

EUR Record européen U23 | NUR Record national U23